# Roland Ratsiraka
Pour les articles homonymes, voir Ratsiraka.
Dans le nom malgache Ratsiraka Roland, le nom de famille précède le prénom, mais cet article utilise l’ordre habituel en français Roland Ratsiraka, où le prénom précède le nom.
Iarovana Roland Ratsiraka (né le 15 août 1966 à Antananarivo) est un homme d'État malgache.

## Biographie
Né en 1966, Roland Ratsiraka, il étudia en France et à Madagascar, avant de créer plusieurs entreprises. 
En 1996, son oncle, l'ancien président Didier Ratsiraka, le nomme comme directeur de campagne pour la province de Tamatave. 
En 1998 il fonde Toamasina Tonga Saina,  et est élu à l'Assemblée nationale de Madagascar pour la première circonscription de Toamasina. En 1999, il est élu maire de Toamasina, mais est suspendu en 2002. Il sera réélu maire en 2003. 
En 2006, il se présente à l'élection présidentielle et termine 3e avec 10% des voix.
Après avoir été suspendu en février 2007, il est arrêté et emprisonné pour corruption,. Ses partisans ont protesté contre cette décision à Toamasina, mais après une manifestation qui dégénéra en pillage, ils en ont été empêchés. Le 5 octobre 2007, Ratsiraka a été condamné à une peine différée de 18 mois; il a été libéré le même jour.
En 2009, il se rallie Andry Rajoelina pendant la crise politique de 2009.
Il se porte candidat aux présidentielle de 2013, où il terminera 4e avec 9% des voix. Par la suite, il occupa respectivement les postes de ministre des travaux publics de 2014 à 2016, puis ministre du tourisme de 2016 à 2018.
Candidat à l'élection présidentielle de 2018, il est éliminé dès le premier tour, n'obtenant que 0,43 % des voix. Il décide alors de soutenir Andry Rajoelina pour le second tour.
Il est de nouveau candidat à l'élection présidentielle de 2023. Lors de la campagne, il fait partie des 10 candidats ayant demandé le boycott de l'élection.